# 西亚邦加·桑维尼
西亚邦加·桑维尼（Siyabonga Sangweni，1981年9月29日—）是一名南非足球运动员，目前效力南非足球超级联赛的金箭。